# デビッド・クール

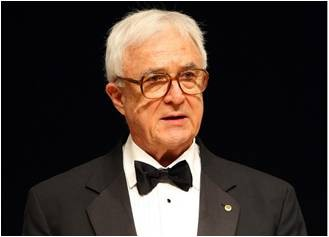
デビッド・クール(2009)

デビッド・E・クール（英語：David E. Kuhl、1929年10月27日 - 2017年5月28日）はアメリカ合衆国の医学者、ミシガン大学医学部放射線医学教授。専門は核医学的断層画像、核医学的断層画像の父とも称される。ミズーリ州セントルイス出身。

## 経歴
- 1955年ペンシルベニア大学医学部で医学博士号（M.D.）取得

## 受賞
- エルンスト・ユング賞(1981年）
- ケッタリング賞 Kettering Prize(2001年)
- 日本国際賞(2009年）[1]